# Lý Đạo Thành
Thái sư Lý Đạo Thành (chữ Hán: 李道成, ? - 1081) là quan Tể tướng, đại thần phụ chính dưới hai triều vua nhà Lý là Lý Thánh Tông và Lý Nhân Tông.

## Tiểu sử
Lý Đạo Thành quê làng Cổ Pháp huyện Từ Sơn tỉnh Bắc Ninh, dòng dõi tôn thất nhà Lý, là một đại thần phụ chính tài năng, liêm khiết và chính trực của nhà Lý. Cha ông là Huyền Trung vương Lý Đạo Hoàn (964-1037) trưởng làng Đông Hồ, em ruột Ngô Liễu (Ngô Liễu tên thật là Lý Thuần Liễu, em trai của Sứ quân Lý Khuê).
Năm 1069 khi vua Lý Thánh Tông cùng các tướng như Thái úy Lý Thường Kiệt đem quân đi đánh Chiêm Thành, thì ông giữ chức Thái sư (Tể tướng) cùng Nguyên phi Ỷ Lan (nhiếp chính) điều hành triều chính.
Năm 1072 Lý Thánh Tông băng hà, Thái tử Càn Đức mới 7 tuổi đã nối ngôi tức Lý Nhân Tông, Thái sư Lý Đạo Thành cùng các Hoàng thái hậu là Thượng Dương Hoàng hậu và Linh Nhân Hoàng hậu Ỷ Lan giúp vua điều hành chính sự. Năm 1073, vào lúc Ỷ Lan khôi phục quyền nhiếp chính (với sự giúp đỡ của Thái úy Lý Thường Kiệt), ông đã bị giáng xuống làm Tả gián nghị Đại phu và chuyển đi Nghệ An - vì năm trước, ông đã lầm lỗi hậu thuẫn cho Thượng Dương Hoàng hậu dám chống lại Ỷ Lan.
Năm 1074 Hoàng thái hậu Ỷ Lan đã dẹp bỏ hiềm khích, mời ông về triều giữ chức Thái phó bình chương quân quốc trọng sự, cùng Thái úy Lý Thường Kiệt điều hành việc nước. Khi quân nhà Tống sang xâm lược Việt Nam, Lý Thường Kiệt lo chống giặc tại phòng tuyến Như Nguyệt (sông Cầu) năm 1075, thì ông là quan đầu triều lo việc triều chính.
Ông mất vào tháng 10 năm Tân Dậu (1081).